# Amuleto de Yendor
En varios juegos de ordenador el Amuleto de Yendor ("Rodney" escrito al revés) es el objeto que el jugador necesita recuperar del fondo de una mazmorra para conseguir ganar. Apareció por primera vez en el videojuego Rogue y sus secuelas UltraRogue y Advanced Rogue. Más tarde, también era parte fundamental de los juegos Hack, Magebane y NetHack.
El origen del nombre de Yendor no está muy claro. El nombre puede aludir a la Bruja de Endor, un personaje bíblico que poseía un talismán con poderes mágicos. Uno de los autores de Rogue tiene un vago recuerdo de escogerlo simplemente porque sonaba bien en un entorno de fantasía (como Mordor, Gondor y otros nombres de lugares similares presentes en los libros de J. R. R. Tolkien) y porque era curioso que se escribiese "Rodney" al revés.
Aunque dicho nombre no es más que una anécdota, algunas adaptaciones de Rogue a otras plataformas tienen "Rodney" como nombre por defecto del jugador, pero posiblemente no es el caso de la versión original en UNIX.

En varios juegos roguelike, se tiene la condición añadida de que tiene que ser llevado al "Plano Astral" para ser sacrificado por el jugador y conseguir así ascender (ganar).
- Datos: Q107974131
- Multimedia: Amulet of Yendor / Q107974131